# Arctornis gymnoteca
Arctornis gymnoteca är en fjärilsart som beskrevs av Collenette 1947. Arctornis gymnoteca ingår i släktet Arctornis och familjen tofsspinnare. Inga underarter finns listade i Catalogue of Life.